# Dicranocara deschodti
Dicranocara deschodti är en skalbaggsart som beskrevs av Frolov och Clarke H. Scholtz 2003. Dicranocara deschodti ingår i släktet Dicranocara och familjen bladhorningar. Inga underarter finns listade i Catalogue of Life.